# Mary Lucier
Mary Lucier, née en 1944 à Bucyrus (Ohio), est une artiste américaine, pionnière dans l'art vidéo. Produisant des vidéos et des installations depuis 1973, elle a conçu de nombreuses œuvres qui ont eu un impact significatif sur le medium.

## Biographie

### Études
Mary Lucier grandit à Bucyrus, dans l'Ohio. Elle obtient un B.A. en littérature et sculpture à l'université Brandeis.

### Enseignement
Lucier a enseigné dans de nombreuses institutions. Elle est professeure d'art vidéo à l'université Harvard ou à l'université du Wisconsin à Milwaukee. Elle enseigne l'art et l'histoire de l'art à l'université de Californie à Davis. Elle a également enseigné à l'université de New York, au Minneapolis College of Art and Design, au San Francisco Art Institute ou à la School of Visual Arts.

### Vie privée
Elle épouse le compositeur Alvin Lucier en 1964, et tourne à ses côtés de 1966 au milieu des années 1970 en tant que membre du groupe Sonic Arts Union (en). C'est à cette période qu'elle rencontre Shigeko Kubota et Nam June Paik, et décide d'expérimenter la vidéo. Elle vit avec Alvin Lucier à Middletown (Connecticut) après son embauche à l'université Wesleyenne, jusqu'à leur divorce en 1974. Elle s'installe ensuite à New York.
Elle épouse le peintre Robert Berlind, décédé 2015.
Elle vit et travaille à New York et Cochecton, où elle a son atelier et un lieu d'archive pour l'art vidéo.

## Œuvre
À la fin des années 1960, alors que Mary Lucier fait partie de Sonic Arts Union (en), Mary Lucier pratique la performance et la photographie. Ainsi, elle réalise une série de Polaroids qui accompagne I Am Sitting in a Room (1969) d'Alvin Lucier : des photos sont projetées, dont la dégradation suit le processus d'altération de la voix d'Alvin Lucier.
Au début des années 1970, intéressée par la manipulation des images, fascinée par les écrans de télévision, Lucier se lance dans l'art vidéo. Dans les années 1970, elle commence à expérimenter avec les traces permanentes de brûlures que laisse le soleil sur le tube Vidicon de sa caméra, enfreignant la règle d'or de la vidéo demandant de ne jamais filmer directement le soleil. Plusieurs œuvres en résultent : Dawn Burn (1975), Paris Dawn Burn (1977) et Equinox (1979), œuvre dans laquelle elle a laissé sa caméra filmer le soleil pendant 7 jours, montrant l'évolution des cicatrices laissées par le soleil. Elle donne ainsi une matérialité physique à l'image vidéo.
En 1975, elle performe Fire Writing à The Kitchen, où elle utilise des rayons laser pour graver du texte sur le tube Vidicon de sa caméra, texte visible sur la sortie vidéo.
Lucier réfléchit également aux façons d'exposer la vidéo, ses études en sculpture l'aidant à concevoir ses premières installations. Dans les années 1980, elle se lance dans de grandes installations sculpturales, qui répondent aux changements d'approche de la vidéo de l'époque. Dans Ohio at Giverny (1983), une installation avec deux chaînes et 7 moniteurs, elle masque les téléviseurs et travaille le rendu de la lumière à la manière de Claude Monet,. Wilderness (1986) pousse plus loin ces expérimentations autour de l'installation et du paysage en mettant trois vidéos de paysages américains sur sept moniteurs, posés sur des socles imitant l'art antique.
Dans les années 1990, Lucier se penche sur les paysages ravagés, en mettant en regard l'Amazonie brésilienne et les paysages de l'Alaska avec un cancer humain (Noah's Raven, 1993), et en montrant les habitations touchées par les inondations (Floodsongs, 1998).
Au XXIe siècle, son œuvre continue d'explorer différents aspects du paysage et des peuples, avec des œuvres telles que The Plains of Sweet Regret (2004), une installation vidéo à 5 chaînes, explorant les Grandes Plaines dépeuplées. Dans Drum Songs (2013) et (Untitled) Spirit Lake (2017), elle montre les chansons et les danses natives-américaines.

## Expositions
Les œuvres de Mary Lucier sont notamment présentes dans les collections suivantes :
- aux États-Unis au Whitney Museum of American Art[15], au Musée d'Art moderne de San Francisco[16], au Museum of Modern Art[17], au Milwaukee Art Museum[18], au Columbus Museum of Art[9] ou encore au Munson-Williams Proctor Arts Institute[19] ;
- en Allemagne au ZKM Musée d'art contemporain[20] ;
- en Espagne au Musée national centre d'art Reina Sofía[21].

## Prix et bourses
- 1982 : Jerome Foundation (en)[22]
- 1985 : Fondation John-Simon-Guggenheim[23]
- 1998 : Prix Anonymous Was A Woman[24]
- 2001 : Fondation Rockefeller[25]
- 2001 : Creative Capital (en)[26]
- 2003 : fondation Nancy Graves[27]
- 2010 : Commission de l'amitié américano-japonaise (en)[6]